# Copsychus
Copsychus Wagler, 1827 è un genere della famiglia dei Muscicapidi che comprende dodici specie di pettirossi gazza diffusi nell'Asia meridionale. Alcuni autori classificano questo genere nella famiglia dei Turdidi. Questi uccelli misurano 18-28 cm di lunghezza, e con il loro piumaggio bianco e nero e la coda lunga sembrano piccole gazze in miniatura. La coda, rivolta verso l'alto, viene frequentemente abbassata e aperta a ventaglio. I pettirossi gazza vanno a caccia di insetti sul terreno e sono particolarmente dotati nel canto. Tra di essi figurano specie popolari in avicoltura - ad esempio il pettirosso gazza orientale (Copsychus saularis), di colore nero-bluastro e bianco e lungo 20 cm, molto apprezzato per il canto. Altre specie del genere Copsychus sono note come shama. Lo shama groppabianca (C. malabaricus) è una specie dalla coda lunga originaria della Cina e del Sud-est asiatico, che è stata introdotta anche alle Hawaii.

## Specie
- Copsychus fulicatus (Linnaeus, 1766) - pettirosso indiano;
- Copsychus saularis (Linnaeus, 1758) - pettirosso gazza orientale;
- Copsychus pyrropygus (R. Lesson, 1839) - shama codarossiccia;
- Copsychus albospecularis (Eydoux e Gervais, 1836) - merlo del Madagascar;
- Copsychus sechellarum A. Newton, 1865 - merlo delle Seychelles;
- Copsychus mindanensis (Boddaert, 1783) - pettirosso gazza delle Filippine;
- Copsychus malabaricus (Scopoli, 1786) - shama groppabianca;
- Copsychus albiventris (Blyth, 1858) - shama delle Andamane;
- Copsychus stricklandii Motley e Dillwyn, 1855 - shama di Strickland;
- Copsychus luzoniensis (Kittlitz, 1832) - shama dai sopraccigli;
- Copsychus niger (Sharpe, 1877) - shama nero;
- Copsychus cebuensis (Steere, 1890) - shama culbianco.